# Bhuvanahalli, Kolar
Bhuvanahalli là một làng thuộc tehsil Kolar, huyện Kolar, bang Karnataka, Ấn Độ.